# ليندا كوك (ممثلة)
ليندا كوك (بالإنجليزية: Linda Cook)‏ هي ممثلة أمريكية، ولدت في 8 يونيو 1948 في لوبوك في الولايات المتحدة، وتوفيت في 12 أبريل 2012 في نيويورك في الولايات المتحدة بسبب مرض.

## وصلات خارجية
- ليندا كوك على موقع IMDb (الإنجليزية)
- ليندا كوك على موقع قاعدة بيانات الفيلم (الإنجليزية)